# 札幌市議会
札幌市議会（さっぽろしぎかい）は、北海道の道庁所在地である札幌市の議会。

## 概要
- 定数：68人
- 任期：4年
- 選挙区：各行政区を選挙区とする中選挙区制（単記非移譲式）
- 議長：飯島弘之（自由民主党）
- 副議長：しのだ江里子（民主市民連合）

札幌区会を前身とする。

## 施設
市議会は札幌市役所の本庁舎16～18階にある。

## 会派
| 会派名                           | 議員数 | 所属党派               | 女性議員数 | 女性議員の比率(%) |
| -------------------------------- | ------ | ---------------------- | ---------- | ----------------- |
| 札幌市議会自由民主党議員会       | 26     | 自由民主党             | 4          | 15.38             |
| 札幌市議会民主市民連合議員会     | 17     | 立憲民主党             | 7          | 41.17             |
| 札幌市議会公明党議員会           | 10     | 公明党                 | 2          | 20                |
| 日本共産党札幌市議会議員団       | 7      | 日本共産党             | 6          | 85.71             |
| 日本維新の会                     | 4      | 日本維新の会           | 0          | 0                 |
| 山口かずさ                       | 1      |                        | 1          | 100               |
| 未来さっぽろ                     | 1      |                        | 0          | 0                 |
| 大地さっぽろ                     | 1      |                        | 0          | 0                 |
| 札幌市議会市民ネットワーク北海道 | 1      | 市民ネットワーク北海道 | 1          | 100               |
| 計                               | 68     |                        | 21         | 30.88             |

（札幌市議会 会派別名簿／2024年3月13日現在）

## 選挙区・定数
札幌市議会の選挙制度は、各行政区を選挙区とする中選挙区制（単記非移譲式）である。
| 選挙区 | 定数 |
| ------ | ---- |
| 中央区 | 8    |
| 北区   | 10   |
| 東区   | 9    |
| 白石区 | 7    |
| 厚別区 | 5    |
| 豊平区 | 7    |
| 清田区 | 5    |
| 南区   | 5    |
| 西区   | 7    |
| 手稲区 | 5    |
| 計     | 68   |

## 議員報酬等
| 役職   | 議員報酬         | 政務活動費  |
| ------ | ---------------- | ----------- |
| 議長   | 月額 104万0000円 | 月額 40万円 |
| 副議長 | 月額 95万0000円  | 月額 40万円 |
| 議員   | 月額 86万0000円  | 月額 40万円 |

- 別途、年2回期末手当あり
- 政務活動費の残金は市に返還する義務がある
- 議員年金は2011年（平成23年）6月1日で廃止されている

## 出身者

### 元国会議員
- 井川伊平（自由民主党） ｰ 元参議院議員
- 長内順一（公明党） ｰ 元衆議院議員
- 斎藤実（公明党） ｰ 元衆議院議員

### その他
- 岩田徳治（自由民主党）
- 岡本修造（民主党）
- 北川一夫（社民党）
- 戸津高知
- 林家とんでん平（民主党） ｰ 落語家
- 山口たか（市民ネットワーク北海道）

## 事件・不祥事

### 2019年5月議会での議長選出騒動
2019年5月13日に招集された臨時市議会の本会議で、臨時議長に選出された最年長市議の松浦忠（白石区選出）が、正式議長の選出にあたり「議長選は立候補制が良いと思う」と発言し、自分1人が開会前に立候補を表明したとして自らを議長に充てる方針を宣言した。札幌市議会では市議の互選で最大会派から議長を選ぶのが慣例となっており、松浦の提案はこの慣例に反するものであった。出席した市議は松浦の議事運営に反発して全員が退席。松浦は議長席を占拠し続けた。
地方自治法では議長空席時に年長議員を臨時議長に置くと定めるが、解任規定がないため、議会事務局が総務省や市法制課などと協議し、「事故が起きた」と判断。13日午後10時10分に本会議が再開され、直後に松浦は臨時議長を解任された。その後、松浦以外の出席市議全員の総意で2番目に年長の議員である自民党の近藤和雄を臨時議長とする異例の措置を取った後、最大会派である自民党の山田一仁を議長に選任した。正常化されるまでに9時間を要した。
この騒動の影響で、当初は5月14日までの予定だった臨時議会の会期が5月31日まで延長され、松浦への懲罰動議が提出された。松浦は1986年にも議場での行動などを理由に懲罰委員会の審議にかけられた前歴があり、2005年には市役所庁舎内で副市長らに暴行して罰金刑を受け、翌年に辞職勧告決議が可決されている。議会での発言も「罵詈雑言ばかり」だと問題視され、議事録から削除されたこともあった。
6月17日、市議会懲罰委員会は松浦に対する懲罰について「除名」が妥当と決定。同月21日に開かれた市議会本会議で、松浦を除く記名投票で採決が行われ、賛成56、反対11となり、除名決定に必要な「4分の3以上の同意」が得られたため、松浦は地方自治法の規定により札幌市議を失職した。松浦の失職に伴い、次点の候補者だった自民党の前市議の繰り上げ当選が決まり、自民党は1議席増の27議席となった。
松浦は除名処分の取り消しを求める訴訟を起こし、札幌地方裁判所は2020年6月22日に「松浦の言動は議員としての身分を失うほど悪質とは言えず、除名処分にしたのは議会の裁量権の範囲をこえていて違法だ」などとして処分の取り消しと議員報酬など約1100万円の支払いを市側に命じる判決を言い渡した。市側は控訴し、12月23日、札幌高等裁判所は「除名の懲罰は裁量権の乱用とはいえない」と述べ、一審判決を取り消した。松浦は上告したが、最高裁判所は2021年8月10日までに上告を受理しないことを決定し、松浦の敗訴が確定した。